# Lago (macedónio)
Lago (em grego: Λάγος, trans. Lágos; em latim: Lagus; v. século IV a.C.) foi um antigo macedônio, considerado o pai de Ptolemeu I Sóter.
Lago se casou com Arsinoé,  filha de Meleagro, filho de Bocro, filho de Amintas I da Macedónia, descendente de Héracles.
Logo após o casamento, nasceu Ptolomeu I Sóter; porém os macedónios do século II d.C. diziam que Arsinoé estava grávida de Filipe II da Macedónia quando se casou, sendo Ptolemeu I Sóter, portanto, filho de Filipe.